# Пам'ятник Власу Чубарю (Київ)
Па́м'ятник Вла́су Чу́барю — пам'ятник, що був розташований на перетині Відрадного проспекту та вулиці Героїв Севастополя з 1970 по 2009 рік.

## Опис
Пам'ятник українському радянському партійному діячеві Власу Чубарю мав вигляд бронзового погруддя висотою 0,8 м на постаменті з червоного граніту висотою 3,7 м. Загальна висота пам'ятника становила 4,5 м.
Пам'ятник стояв на невисокому гранітному стилобаті, що підвищувався над рівнем вулиці.
Монумент відкривав собою бульварну частину вулиці Героїв Севастополя.
Пам'ятник було демонтовано 2009 року.